# 东城区前鼓楼苑胡同7、9号四合院
东城区前鼓楼苑胡同7、9号四合院，位于北京市东城区前鼓楼苑胡同7、9号，是北京市文物保护单位。

## 简介

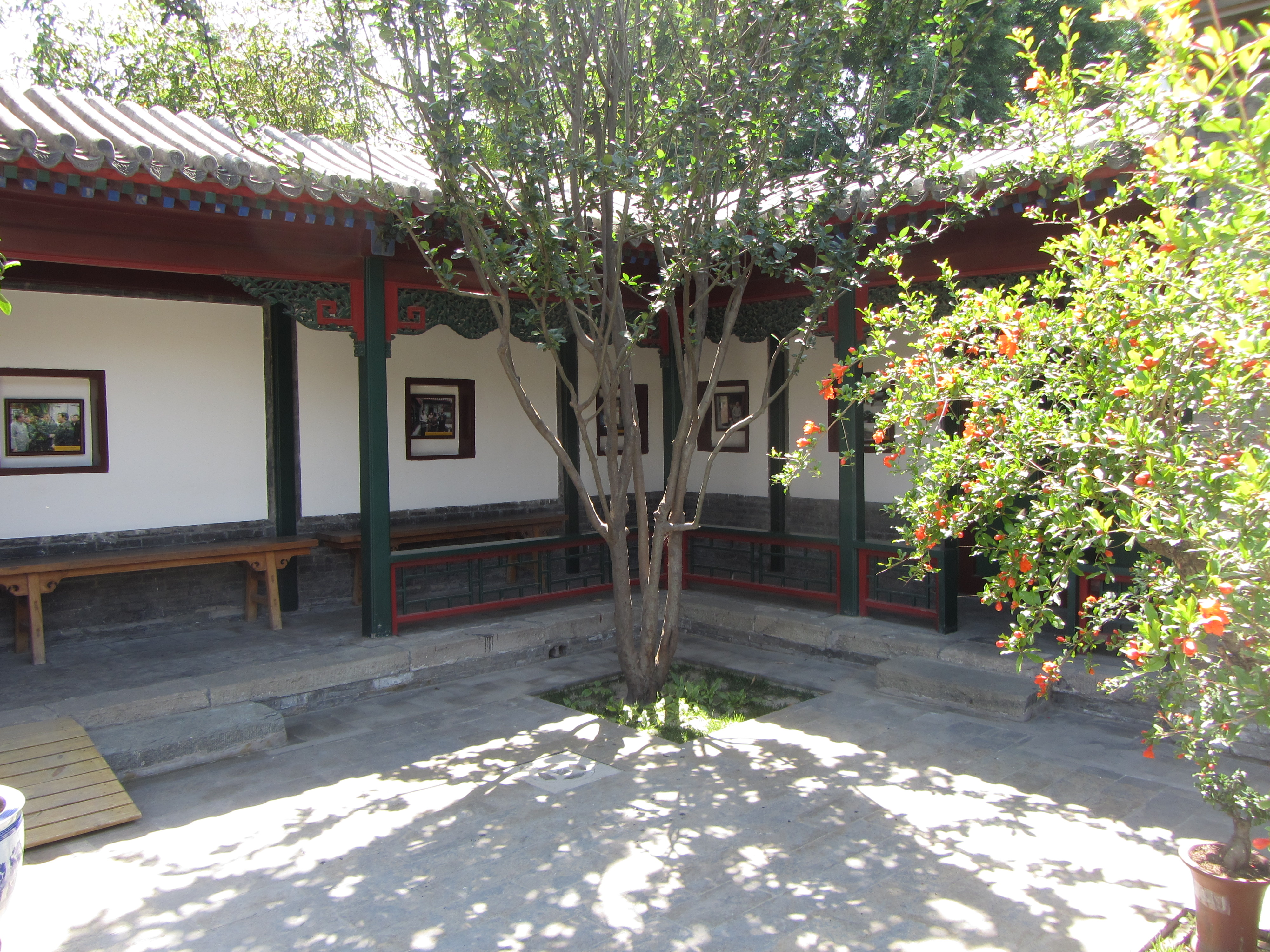
前鼓楼苑胡同7、9号四合院内的游廊

此宅院位于前鼓楼苑胡同北侧，南锣鼓巷以西，为清朝末年建造。建筑讲究，布局严谨，保存较好。2001年3月8日定为北京市文物保护单位。
2003年，前鼓楼苑胡同7号开始全面修缮。2008年作为酒店“北京秦唐府客栈七号院”（Courtyard 7）对外营业。此后近十年间，接待国内外宾客近十余万人次，其中包括各国使馆来华外交官及文化访问团体。德国总理默克尔、瑞士联邦主席毛雷尔、中国国民党名誉主席连战等政要都曾到访北京秦唐府客栈七号院。2012年2月2日，来华访问的德国总理默克尔到南锣鼓巷参观考察，重点参观了北京秦唐府客栈七号院等具有中国传统特色的文化景观。
北京秦唐府客栈七号院是2011年北京市旅游发展委员会推出的首批四合院民居旅游品牌“北京人家”的精品民宿之一。但北京秦唐府客栈七号院自开业以来，因经营模式单一等原因，一直处于未盈利状态，导致股东意见分歧。2017年，因股东意见不合，北京秦唐府客栈七号院已停业一段时间。

## 建筑
此宅院为三进四合院，坐北朝南。现存建筑有：

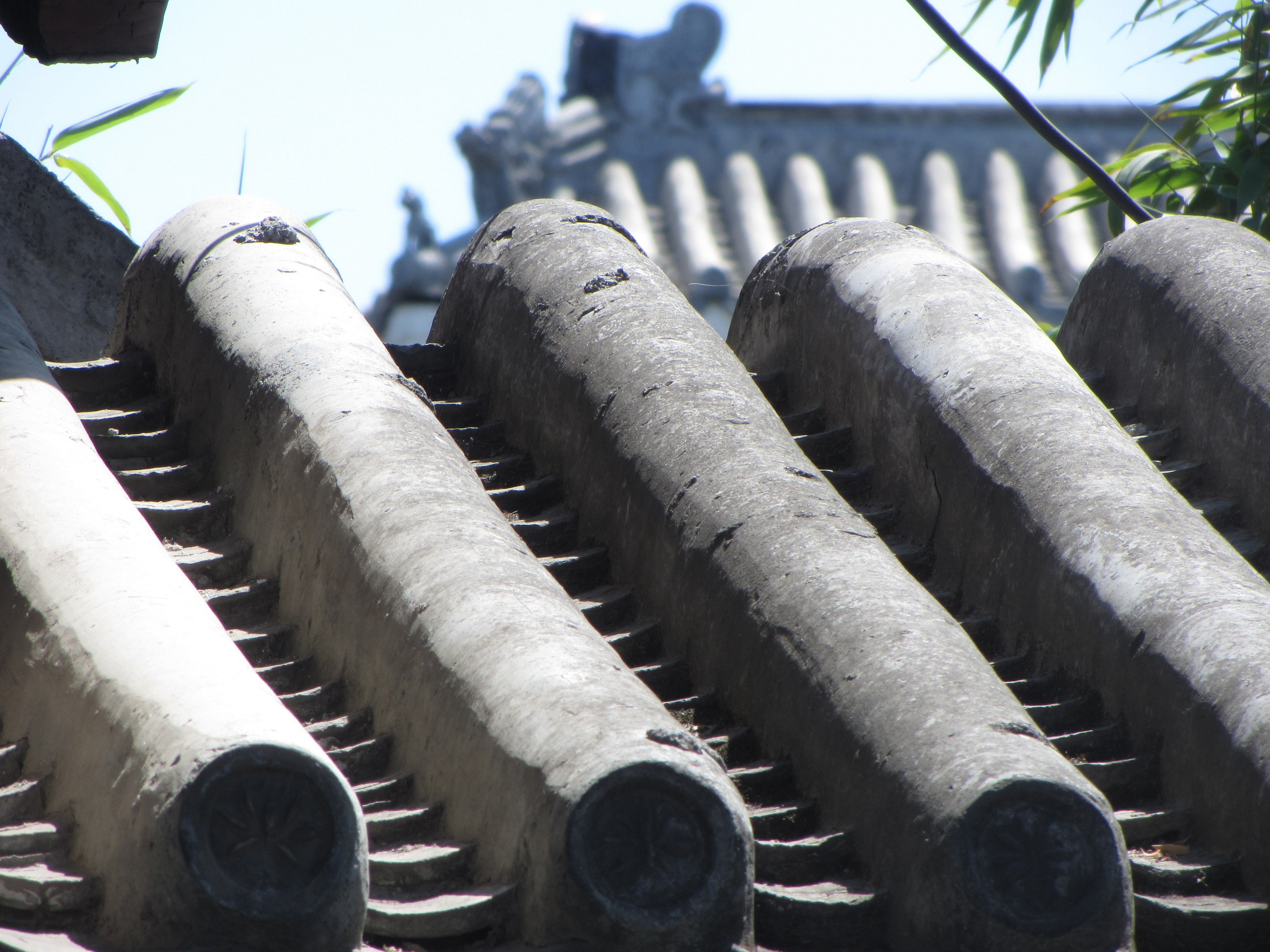
屋顶

- 大门：蛮子门一间，位于院东南角，硬山合瓦清水脊，门内有一随墙影壁。
- 一进院：倒座房七间。北面有一殿一卷式垂花门，两侧的看面墙上有砖雕纹饰及福、寿刻字，但已模糊。
- 二进院：北房五间，前后廊，两侧各有二间耳房；东西厢房各三间，厢房南侧各有耳房一间，院四隅的抄手游廊连接四面的房屋。二进院房屋都是清水脊，硬山合瓦顶，明间柱间有雀替。
- 三进院：后罩房七间，小式硬山顶合瓦屋面。
- 西侧院墙辟有一门牌为前鼓楼苑胡同9号[1]。